# ウォルター・バジョット
ウォルター・バジョット（英: Walter Bagehot,[ˈbædʒət] BAJ-ət, 1826年2月3日 - 1877年3月24日）は、イギリスのジャーナリスト・評論家・経済学者・思想家。主著に『イギリス憲政論』、『ロンバード街』がある。

## 人物
1826年にサマセット州ラングポートで銀行家の一人息子として誕生した。ユニバーシティ・カレッジ・ロンドンに進学して数学を専攻した。25歳の時、パリへの旅行中、ルイ・ナポレオンのクーデターを目撃した。この体験が契機となり、エドマンド・バークの保守主義の政治思想に傾倒した。
評論家としては、政治・経済・社会・文芸・歴史・人物と幅広い分野を対象とした。主著の『イギリス憲政論』は、君主制擁護論として事実上、不文憲法であるイギリス憲法の一部として扱われ、バークの『フランス革命の省察』に次ぐ、イギリス政治学の古典となっている。
35歳から51歳で死去するまでの期間、『エコノミスト』紙の編集長を務めた。庶民院に立候補して大敗を喫したものの、ヴィクトリア朝の重要な政治経済評論家として英国金融界に大きな影響力を持っていたため、「第二の財務大臣」と評された。
1860年代に家庭環境が悪化、その後のバジェットは偏頭痛や体調不良に悩まされることが増えた。1877年に生まれ故郷のラングポートにて死去した。風邪が原因であったとされる。

## 家族・私生活
1858年に、エリザベス・ウィルソン(Elizabeth Wilson、1832年–1921年、ジェイムズ・ウィルソンの娘。『エコノミスト』紙創設者)と結婚した。当初は大変仲睦まじかったというが、夫妻に子はなかった。その後、1860年代に母の病状が悪化すると、バジェット夫妻の間にも介護や仕事を巡って次第に溝ができた。常に評論の締め切りに追われていたバジェットであったが、母の死後はますます家庭を顧みなくなったという。
バジョットの死後、1933年に夫妻のラブレターが取りまとめられて、出版された。

## バジョット・ルール
大手決済銀行オーバレンド・ガーニー商会破綻に端を発した1866年恐慌に際しては、「中央銀行の意義は貨幣（ポンド）の価値を維持せしめることであり、貸し渋れば厖大な取り付け騒ぎが起こりうる」と提言した結果、イングランド銀行（ヘンリー・ホランド総裁）にその意見が容れられて、「流動性危機」を回避し、恐慌収束に一役買っている。
この経験を生かして、1873年の著書『ロンバード街―金融市場の解説』においては、中央銀行の〈最後の貸し手〉機能の重要性を以下のように解説している。
中央銀行が最後の貸し手として貸し出しを行う上でのルールとして次の2点を挙げる。
1. 貸付は非常に高い金利でのみ実施すべきこと。
2. あらゆる優良担保に基づき、公衆の請求がある限りすべての貸し出しに応じること。

第1のルールは、本来的に貸し付けを必要としない人が念のために融資に殺到するというモラル・ハザード防止のためであり、第2のルールは優良担保を提供できる人の借り入れを拒否することがパニック発生の原因になるためである。また第2のルールに関して、イングランド銀行が損失を受けるような貸し出しは必要ない、と付言している。その理由として、不良取引の額は、全取引のうちのごく一部に過ぎないためである。

## 著書

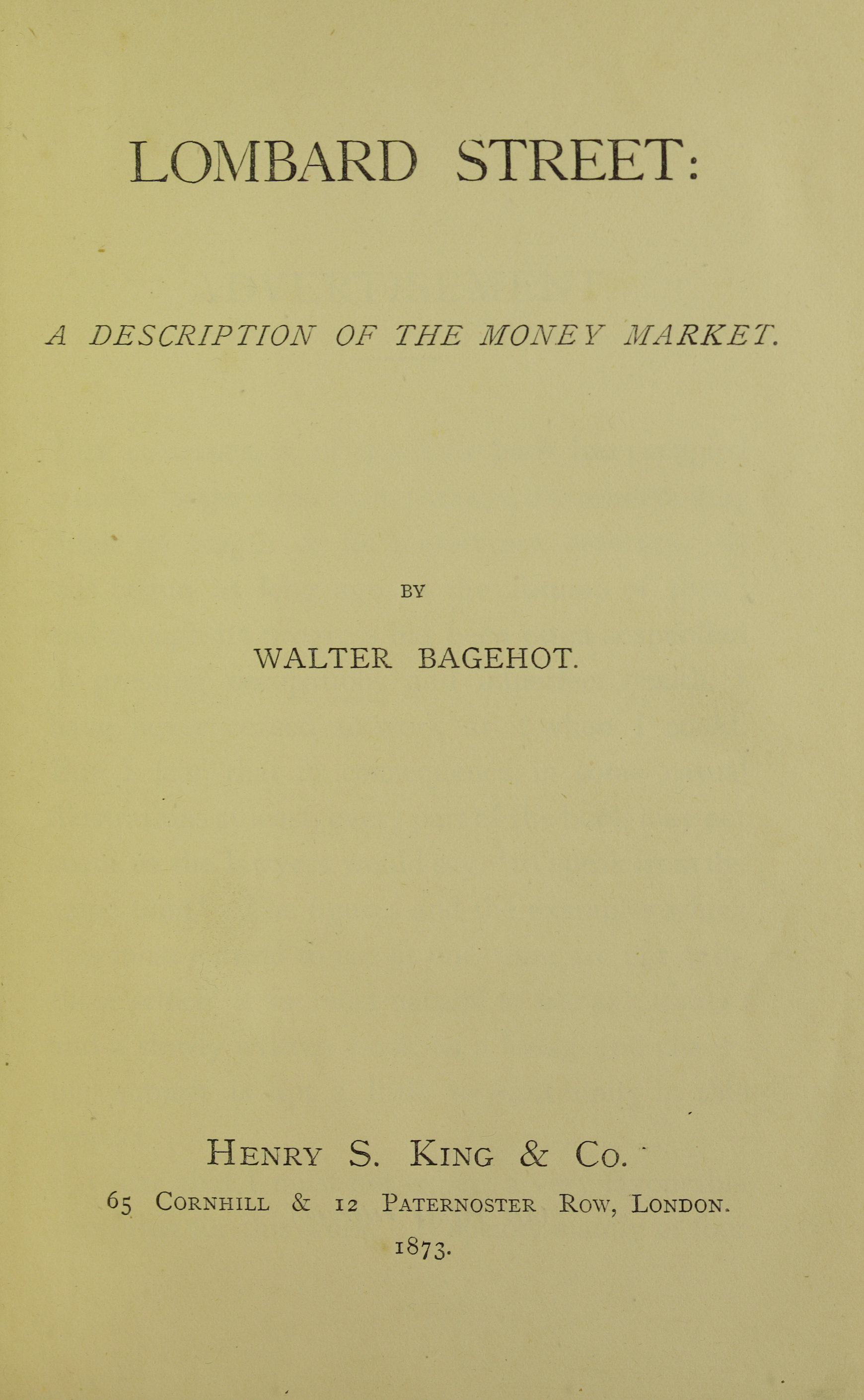
名著『ロンバート街―金融市場の解説』(1873年)

- Estimates of Some Englishmen and Scotchmen, (1858年).
- The English Constitution, (1867年).
  - 『英国憲法之真相. 第1巻 バジョット』 - 国立国会図書館デジタルコレクション - 竹越与三郎、岡本彦八郎共訳（岡本英三郎、明治20年)
  - 『英国の国家構造』 深瀬基寛訳、清水弘文堂書房、1967年
  - 『イギリス憲政論』 小松春雄訳、中央公論社「世界の名著 60 バジョット/ラスキ/マッキーヴァー」 1970年、 中央公論新社「中公クラシックス」、2011年（改訂版）
  - 『イギリス国制論』 遠山隆淑訳、岩波文庫（上下）、2023年3月-5月
- Physics and Politics, (1872年)
  - 『自然科学と政治学』大道安次郎訳、岩崎出版、1948年
- Lombard Street: A description of the money market, (1873年) - 同年に1873年恐慌が起こった。
  - 『ロンバード街―ロンドンの金融市場』 宇野弘蔵訳、岩波文庫、1941年、復刊1984年ほか（改版2023年6月）
  - 『ロンバード街―金融市場の解説』 久保恵美子訳、日経BP社・同クラシックス、2011年
- Literary Studies, (1879年).
- Economic Studies, (1880年).
- Biographical Studies, (1881年).
- The Postulates of English Political Economy, (1885年).
- The Works of Walter Bagehot, (1889年).
- The Love Letters of Walter Bagehot and Eliza Wilson, (妻との共著)(1933年).